# 拉索沃塔
拉索沃塔（法語：La Sauvetat，法語發音：[la sovta]）是法国多姆山省的一个市镇，属于克莱蒙费朗区。

## 地理
拉索沃塔（45°38'9"N, 3°10'13"E）面积7.98 平方千米，位于法国奥弗涅-罗讷-阿尔卑斯大区多姆山省，该省份为法国中南部省份，北起阿列省接壤，东临卢瓦尔省，南至上盧瓦爾省和康塔爾省，西接科雷兹省和克勒兹省。
与拉索沃塔接壤的市镇（或旧市镇、城区）包括：欧特扎、科朗、普洛扎、塔朗德、韦尔-蒙通。

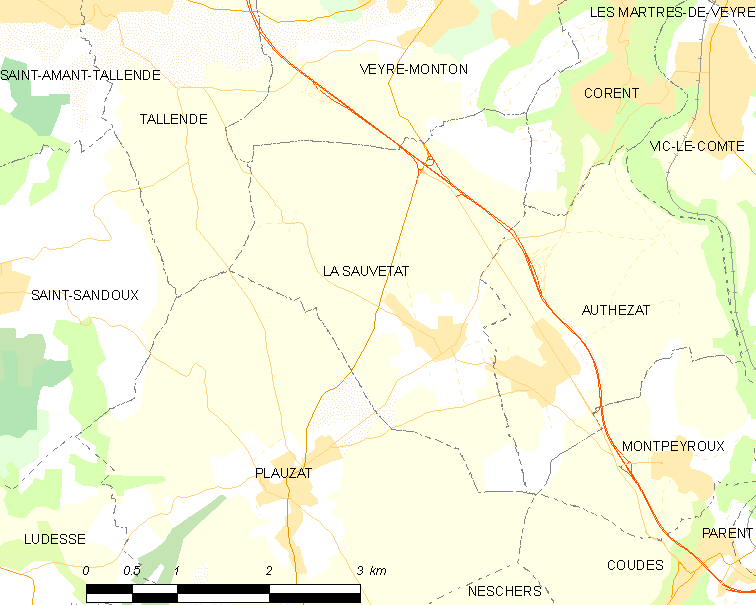
拉索沃塔的OSM定位图

拉索沃塔的时区为UTC+01:00、UTC+02:00（夏令时）。

## 行政
拉索沃塔的邮政编码为63730，INSEE市镇编码为63413。

## 政治
拉索沃塔所属的省级选区为莱马特尔德韦尔县。

## 人口

1962-2008年间拉索沃塔人口变化图示

拉索沃塔于2022年1月1日时的人口数量为725人。